# Symboly Pardubického kraje

Znak Pardubického kraje

Vlajka Pardubického kraje
Poměr stran: 2:3

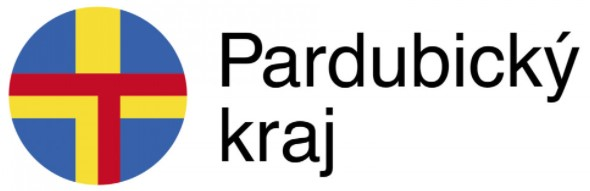
Logo Pardubického kraje

Symboly Pardubického kraje jsou znak, vlajka a logo. Znak a vlajku udělil kraji usnesením č. 87 ze dne 27. června 2001 předseda Poslanecké sněmovny Parlamentu České republiky Václav Klaus. Logo, které ale není oficiálním symbolem, bylo schváleno Radou Pardubického kraje 23. ledna 2017.

## Popis symbolů

### Znak
Oficiální popis: „Červeno-modře čtvrcený štít, v prvním poli český lev, ve druhém poli moravská orlice, ve třetím poli stříbrná kvádrovaná zeď, v prolomené bráně s černou lyrou v klenáku zlatý glóbus, ve čtvrtém poli polovina stříbrného koně ve skoku se zlatou zbrojí a uzděním.“

### Vlajka
Vlajka kraje je heraldická, tzn. odvozená z krajského znaku prostým přepisem na list o poměru stran 2:3.
Oficiální popis: „Červeno-modře čtvrcený list, v prvním žerďovém poli český lev, v dolním žerďovém poli bílá kvádrovaná hradební zeď se čtyřmi zuby a pěti mezerami. V prolomené bráně s černou lyrou v klenáku žlutý glóbus, v horním vlajícím poli moravská orlice, v dolním vlajícím polovina bílého koně ve skoku se žlutou zbrojí a uzděním.“

### Logo
Logo Pardubického kraje je kruhového tvaru  s modrým podkladem. Protínají ho žluté a červené linie. Specifikace barev – modrá: Pantone 293, CMYK 100, 56, 0, 0, žlutá: Pantone 109, CMYK 0, 9, 94,0 a červená: Pantone 485, CMYK 0, 100, 91, 0.

## Symbolika
První dvě pole znaku a vlajky zaujímají historické znaky Čech a Moravy, na jejichž historických územích se kraj rozkládá. Třetí pole symbolizuje celý kraj. Kvádrová zeď se čtyřmi stínkami (zuby cimbuří) symbolizují různorodost území a čtyři regiony (Polabí, Podorlicko, Českomoravská vrchovina a Železné hory). Otevřená stříbrná brána se zlatým glóbem představuje vstřícnost kraje vůči vnějšímu světu. Černá lyra připomíná mistry hudby, kteří v Pardubickém kraji žili (např. Smetana, Martinů nebo Tomášek). Modrá barva v poli štítu značí množství řek, jezer a vodních ploch, které jsou v kraji. Stříbrná barva hradební zdi symbolizuje pás hor, který obepíná kraj širokým obloukem. Čtvrté pole tvoří znak města Pardubic, ve kterém je sídlo kraje.
Krajské logo je symbolicky složené ze čtyř oblastí protínaných dopravními cestami. Historickými kupeckými stezkami ve žluté barvě a červenou linkou železnice. Logo vychází ze stylizovaného glóbu, který symbolizuje jeho otevřenost a propojení se světem. Stylizované cesty propojují místa kraje, která utvářela jeho růst.

## Historie

### Historie znaku a vlajky
Po vzniku krajů v dnešní podobě (s účinností od 1. ledna 2001) byla v lednu téhož roku jmenována čtyřčlenná odborná komise:
- Petr Vorel – koordinátor komise, historik Východočeského muzea v Pardubicích
- Oldřich Pakosta – Státní okresní archiv ve Svitavách
- Jan František Křivohlávek – Státní okresní archiv v Ústí nad Orlicí
- Stanislav Valášek – malíř, Heřmanův Městec

Po konzultacích s Karlem Müllerem z podvýboru pro heraldiku a vexilologii a na základě usnesení Výboru pro vědu, vzdělání, kulturu, mládež a tělovýchovu poslanecké sněmovny byly stanoveny 1., 2., a 4. pole. Každý člen komise mohl předložit tři návrhy na třetí pole, které by symbolizovalo kraj.
29. ledna 2001 bylo předloženo 12 návrhů (dva návrhy podal František Šebek, ředitel Východočeského muzea). Po výběru (kresby návrhů zpracovali Stanislav Vlček a Jiří Vašica) byly čtyři návrhy (tři byly po diskusi upraveny) předloženy (anonymně) k posouzení radě zastupitelstva kraje:
- Návrh A (Šebek): Na modro-zlatém, třemi hroty v hlavě, děleném poli tři stříbrná úzká břevna.
- Návrh B (Valášek): Na modrém štítě polovina stříbrného kola s pěti zuby, na kterém sedí sova přirozené barvy se zlatou zbrojí (zobákem, pařáty, očima).
- Návrh C (Křivohlávek): Na modrém štítu stříbrné břevno, přes něj černá zubří hlava se zlatou houžví v nozdrách.
- Návrh D (Vorel): V modrém poli stříbrná kvádrová hradební zeď se čtyřmi stínkami (zuby cimbuří) a otevřenou branou, uprostřed níž je zlatý zemský glóbus.

Rada kraje doporučila 29. března 2001 návrh D s tím, že doporučila do návrhu zakomponovat lyru. Upravený návrh schválilo zastupitelstvo kraje usnesením č. Z/14/01 ze dne 26. dubna. K projednání podvýborem pro heraldiku a vexilologii došlo 30. května 2001. Usnesením č. 265/2001 ze dne 13. června doporučil výbor pro vědu, vzdělání, mládež a tělovýchovu udělení znaku a praporu. Rozhodnutím č. 87 ze dne 27. června 2001 udělil kraji symboly předseda Poslanecké sněmovny Václav Klaus. Slavnostní předání dekretu do rukou hejtmana Pardubického kraje Romana Línka proběhlo v místnosti státních aktů Poslanecké sněmovny dne 14. srpna 2001.
Až do července 2002 se užívalo první provedení praporu, na kterém byla zeď ve třetím poli jen ve střední části pole, teprve poté bylo použito správné provedení (dle popisu) až do krajů.

Český lev
Moravská orlice
Znak Pardubic

### Historie loga
První logo Pardubického kraje (z roku 2002) tvořil žlutý glóbus korunovaný siluetou Kunětické hory.
23. ledna 2017 bylo schváleno Radou Pardubického kraje nové logo. Logo bylo zaregistrováno Úřadem pro průmyslové vlastnictví v Praze jako ochranná známka kraje. Nové logo sklidilo kritiku, většina lidí hádalo, že jde o švédskou vlajku přeškrtnutou červeným T, nebo že se jedná, až na jednu chybějící červenou čáru, o vlajku finské oblasti Alandy.